# Степняцька міська адміністрація
Степня́цька міська адміністрація (каз. Степняк қаласы әкімдігі, рос. Степнякская городская администрация) — адміністративна одиниця у складі району Біржан-сала Акмолинської області Казахстану. Адміністративний центр — місто Степняк.
Населення — 4304 особи (2021; 4413 осіб (2009; 5329 в 1999, 7472 у 1989).
Станом на 1989 рік існувала Степняцька міська рада (село Степняк), село Пригорхоз перебувало у складі Ульгинської сільської ради.

## Склад
До складу округу входять такі населені пункти:
| Населений пункт | Колишні назви | Населення, осіб (1989) | Населення, осіб (1999) | Населення, осіб (2009) | Населення, осіб (2021) |
| --------------- | ------------- | ---------------------- | ---------------------- | ---------------------- | ---------------------- |
| Степняк, місто  | -             | 7149                   | 5068                   | 4268                   | 4212                   |
| Пригорхоз, село | -             | 323                    | 261                    | 145                    | 92                     |